# Loma Grande, Mariano Escobedo
Loma Grande är en ort i Mexiko.   Den ligger i kommunen Mariano Escobedo och delstaten Veracruz, i den sydöstra delen av landet, 210 km öster om huvudstaden Mexico City. Loma Grande ligger 2 666 meter över havet och antalet invånare är 1 976.
Terrängen runt Loma Grande är bergig söderut, men norrut är den kuperad. Runt Loma Grande är det tätbefolkat, med 411 invånare per kvadratkilometer. Närmaste större samhälle är Orizaba, 15,9 km sydost om Loma Grande. I omgivningarna runt Loma Grande växer i huvudsak städsegrön lövskog.